# Kecelhegy
Kecelhegy Kaposvár egyik városrésze, a megyeszékhely nyugati szélén, Cserimajortól délnyugatra, Csertől nyugatra helyezkedik el. A városrész régebbi és új építésű családi házakból áll. A középkorban  önálló falu volt a területén. A „hegy” egyike annak a hét dombnak, amelyre Kaposvár épült - akárcsak az ókori Róma.

## Története
A mai Kaposvár nyugati szélén már az Árpád-korban állt egy Kecel nevű település, amely nevét egyik első vagy talán első birtokosának személynevéről kapta. Egy középkori latin szövegben villa Ketel ultra fluv. Copus néven említették, egy 1481-es oklevél pedig már arról is ír, hogy temploma is van, amit valamelyik Kelemen nevű pápa tiszteletére emeltek. A település később Kaposújvárhoz (azaz Kaposvárhoz) tartozott, de a török megszállás idején pusztává vált. Egy 1695-ös összeírás még említette Kecel községet, de 1732-ben, amikor a terület földbirtokosai, az Esterházyak lakóit (az ivánfaiakkal együtt) beköltöztették a városba, a község önállósága megszűnt.

## Közlekedés
A városrész főbb útvonala a Kőrösi Csoma Sándor utca, a Kecelhegyi út és a Cseri út.

### Tömegközlekedés
Kecelhegyet az alábbi helyi járatú buszok érintik:
| Járatszám | Útvonal |
| --------- | --- |
| 3         | Helyi autóbusz-állomás - Berzsenyi u. felüljáró - Cseri u. - Egyenesi u.                                                                           |
| 13        | Helyi autóbusz-állomás - Berzsenyi u. - Füredi u. csp. - Mátyás király u. - Kecelhegy - Cseri út - Helyi autóbusz-állomás                          |
| 31        | Helyi autóbusz-állomás - Berzsenyi u. felüljáró - Cseri út - Kecelhegy - Mátyás király u. - Füredi u. csp. - Berzsenyi u. - Helyi autóbusz-állomás |

## Intézmények és egyéb létesítmények
Itt található a Bárczi Gusztáv Óvoda, Általános Iskola, Speciális Szakiskola, Kollégium, Egységes Gyógypedagógiai Módszertani Intézmény, mellette helyezkedik el a Kecelhegyi Nyugdíjasház. 1987 nyarán épült fel a jellegzetes kecelhegyi víztorony, amely 1989 tavaszától üzemel.

## Szabadidő
A hegyen álló kettős kereszt mellől szép kilátás nyílik a városra. A közelben található a Cseri park, ahol rendezvényeket, koncerteket tartanak, és rendszeresen érkeznek ide cirkuszok is.

## Látnivalók

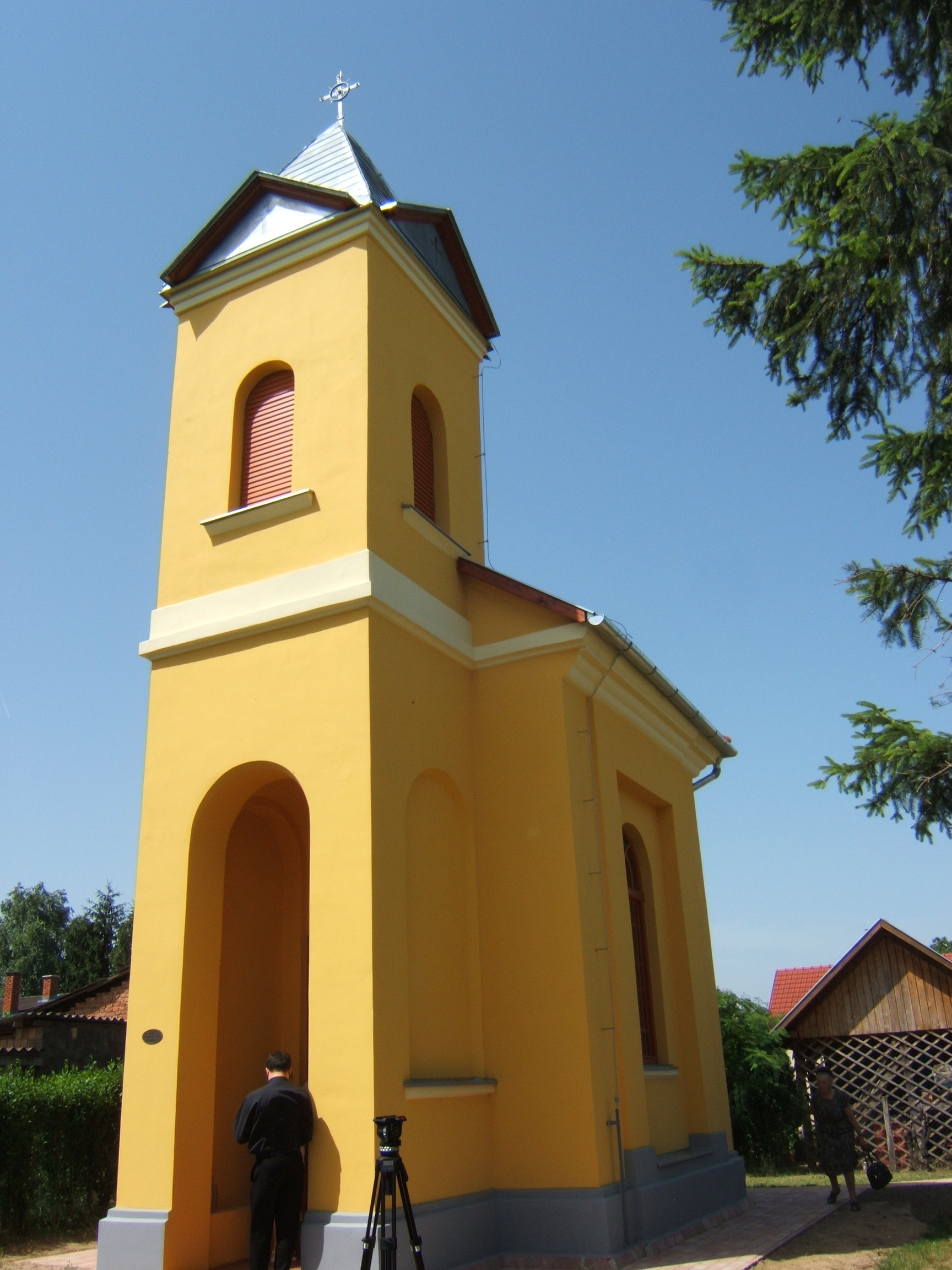
A éves kápolna, felújítva

- A hegy peremén, a városra kilátást nyújtó pontnál áll a 2001-ben felavatott, 18 méter magas apostoli kettőskereszt, melynek alsó, 10 méteres (azaz 1000 centiméteres) része az ezeréves magyar államiságra utal, felső, 8 méteres (azaz 80 deciméteres) része pedig a trianoni békediktátum 80. évfordulójára.[3]
- A városrész egyik utcájának házsora mögött áll az 1904-ben épített (121 éves) Szent Antal-kápolna. Története az 1870-es évekig nyúlik vissza, ekkor választották ugyanis védőszentjükké a környékbeli szőlősgazdák Páduai Szent Antalt, és innentől kezdve évenként lombsátorban tartottak szentmisét a hegyen. 1899. november 19-én Maurer Kálmán kéményseprőmester a hegyközségi gyűlésen felajánlotta telkét, hogy azon kápolna épülhessen, azonban mivel ezután hat-hét további felajánlás is érkezett, nem tudtak dönteni, melyik ajánlatot fogadják el. Három és fél évvel később, 1903. március 29-én Maurer felajánlását kiegészítette 500 korona pénzadománnyal is, ami már elég volt ahhoz, hogy az ő ajánlatát fogadják el. Domján Lajos kaposvári kőműves hamarosan nekifogott a közadakozásból is támogatott építkezésnek (a költségek összesen 2450 koronát tettek ki), majd 1904. június 12-én Zimmer József prépost-plébános már meg is áldhatta az elkészült épületet. Az 1980-as években még hetente tartottak benne miséket, de akkorra már állapota eléggé leromlott. 2013-ban megkezdődött a felújítása,[4][5] ami 2014 végére lényegében be is fejeződött, de az újraszentelésre csak az eredeti felszentelés évfordulója után egy nappal, 2015. június 13-án került sor.[6]